# برلیاچوو
برلیاچوو (انگلیسی: Berlyachevo) یک شهرک در شهرستان بورایفسکی باشقیرستان کشور روسیه است.